# Casals Conducts: 1964
Casals Conducts: 1964 é um filme de drama em curta-metragem estadunidense de 1964 dirigido e escrito por Larry Sturhahn. Venceu o Oscar de melhor curta-metragem em live action na edição de 1965.

## Elenco
- Pablo Casals - Ele mesmo